# Interactions entre humains et insectes

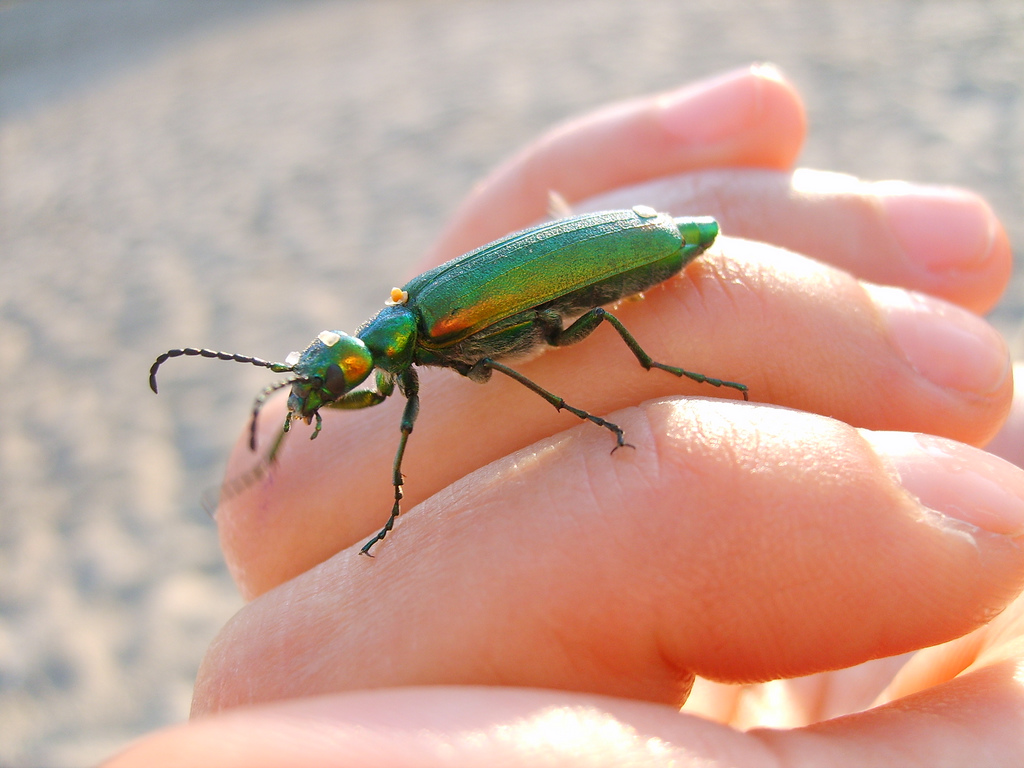
La « mouche espagnole », Lytta vesicatoria, a été considérée comme ayant des propriétés médicinales, aphrodisiaques et autres.

Les interactions entre humains et insectes comprennent à la fois une grande variété d'utilisations, qu'elles soient pratiques, comme pour la nourriture, les textiles et les colorants, ou symboliques, comme dans l'art, la musique et la littérature, et des interactions négatives, notamment de graves dommages aux cultures et des efforts considérables pour éliminer les insectes nuisibles.
Sur le plan académique, l'interaction entre les insectes et la société a été traitée en partie comme de l'entomologie culturelle, traitant principalement des sociétés « avancées », et en partie comme de l'ethnoentomologie, traitant principalement des sociétés « primitives », bien que la distinction soit faible et non fondée sur la théorie. Les deux disciplines académiques explorent les parallèles, les connexions et l'influence des insectes sur les populations humaines, et vice versa. Elles sont ancrées dans l'anthropologie et l'histoire naturelle, ainsi que dans l'entomologie, l'étude des insectes. D'autres utilisations culturelles des insectes, comme le biomimétisme, ne relèvent pas nécessairement de ces disciplines universitaires.
Plus généralement, les gens font un large éventail d'utilisations des insectes, tant pratiques que symboliques. D'autre part, les attitudes à l'égard des insectes sont souvent négatives et des efforts considérables sont déployés pour les tuer. L'utilisation généralisée d'insecticides n'a permis d'exterminer aucun insecte nuisible, mais a provoqué une résistance aux produits chimiques couramment utilisés chez un millier d'espèces d'insectes.
Parmi les utilisations pratiques, citons l'alimentation, la médecine, la fabrication de la précieuse soie textile, les colorants tels que le carmin, la science, où la mouche du vinaigre est un important organisme modèle en génétique, et la guerre, où les insectes ont été utilisés avec succès pendant la Seconde Guerre mondiale pour propager des maladies dans les populations ennemies. Un insecte, l'abeille domestique, fournit du miel, du pollen, de la gelée royale, de la propolis et un peptide anti-inflammatoire, la mélittine ; ses larves sont également consommées dans certaines sociétés. Les utilisations médicales des insectes incluent la thérapie par les asticots pour le débridement des plaies. Plus d'un millier de familles de protéines ont été identifiées dans la salive des insectes hématophages ; elles peuvent fournir des médicaments utiles tels que des anticoagulants, des vasodilatateurs, des antihistaminiques et des anesthésiques.
Les utilisations symboliques incluent des rôles dans l'art, la musique (de nombreuses chansons mettant en scène des insectes), le cinéma, la littérature, la religion et la mythologie. Les costumes d'insectes sont utilisés dans les productions théâtrales et portés lors de fêtes et de carnavals.

## Contexte

### Culture
La culture est constituée des comportements et des normes sociales que l'on trouve dans les sociétés humaines et qui sont transmis par l'apprentissage social. Les universaux culturels de toutes les sociétés humaines comprennent des formes d'expression comme l'art, la musique, la danse, les rituels, la religion et les technologies comme l'utilisation d'outils, la cuisine, le logement et les vêtements. Le concept de culture matérielle couvre les expressions physiques telles que la technologie, l'architecture et l'art, tandis que la culture immatérielle comprend les principes d'organisation sociale, la mythologie, la philosophie, la littérature et la science. Cet article décrit les rôles joués par les insectes dans la culture humaine ainsi définie.

### Entomologie culturelle et ethnoentomologie

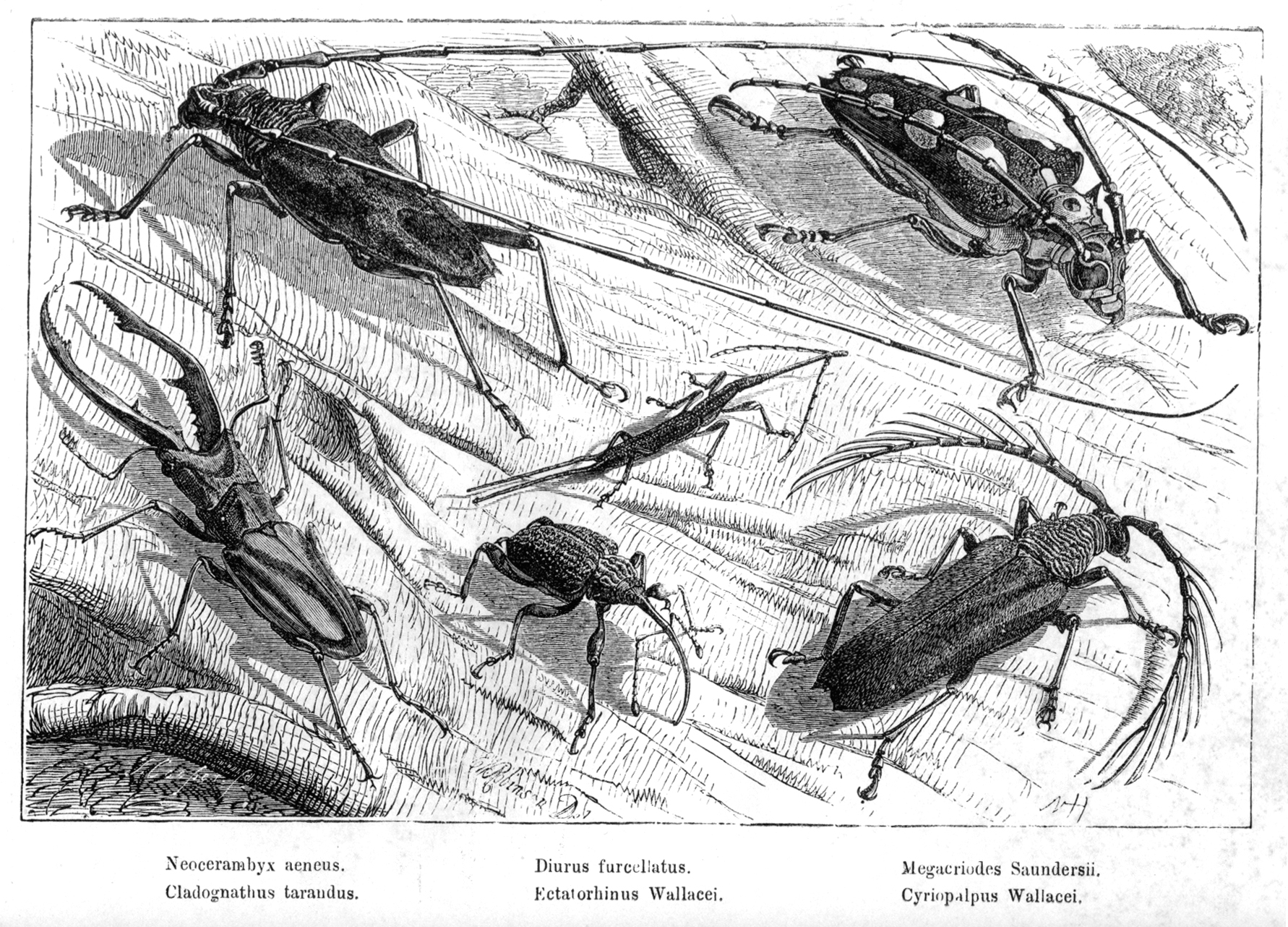
Coléoptères remarquables trouvés à Simunjon, Bornéo : Alfred Russel Wallace était un pionnier de l'ethnoentomologie.

L'ethnoentomologie s'est développée à partir du 19e siècle avec les premiers travaux d'auteurs tels qu'Alfred Russel Wallace (1852) et Henry Walter Bates (1862). Le classique de Hans Zinsser, Rats, Lice and History (en) (1935), a montré que les insectes étaient une force importante dans l'histoire de l'humanité. Des écrivains comme William Morton Wheeler, Maurice Maeterlinck et Jean Henri Fabre ont décrit la vie des insectes et ont communiqué leur signification aux gens « avec imagination et brio ». L'ouvrage de Friedrich Simon Bodenheimer, Insects as Human Food (1951), a attiré l'attention sur l'étendue et le potentiel de l'entomophagie, et a montré un aspect positif des insectes. L'alimentation est le sujet le plus étudié en ethnoentomologie, suivi par la médecine et l'apiculture.

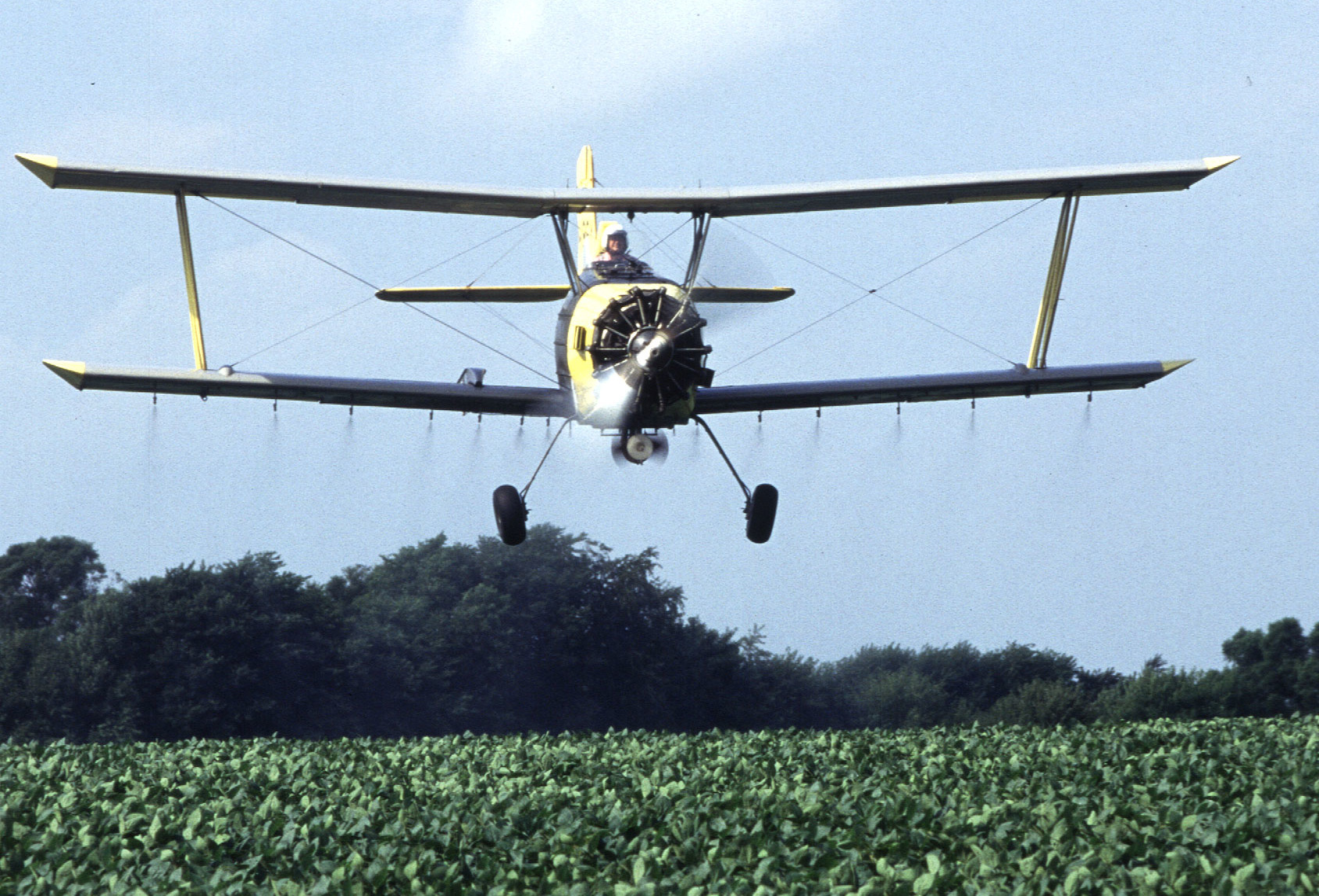
Combattre les insectes : un avion agricole applique des appâts à faible teneur en insecticide pour tuer les chrysomèles des racines du maïs.

En 1968, Erwin Schimitschek (de) a revendiqué l'entomologie culturelle comme une branche de l'étude des insectes, dans une revue des rôles joués par les insectes dans le folklore et la culture, y compris la religion, la nourriture, la médecine et les arts. En 1984, Charles Hogue (en) a couvert le domaine en anglais et de 1994 à 1997, The Cultural Entomology Digest de Hogue a servi de forum sur le domaine,. Selon Hogue, « les humains dépensent leur énergie intellectuelle dans trois domaines d'activité fondamentaux : survivre, en utilisant l'apprentissage pratique (l'application de la technologie) ; rechercher la connaissance pure par des processus mentaux inductifs (la science) ; et rechercher l'illumination pour goûter un plaisir par des exercices esthétiques que l'on peut appeler les « humanités ». L'entomologie s'est longtemps intéressée à la survie (entomologie économique) et à l'étude scientifique (entomologie académique), mais la branche d'investigation qui traite de l'influence des insectes (et autres Arthropodes terrestres, y compris les arachnides et les myriapodes) dans la littérature, la langue, la musique, les arts, l'histoire interprétative, la religion et les loisirs n'a été reconnue comme un domaine distinct » que grâce aux travaux de Schimitschek. Hogue a défini les limites du domaine en disant : « L'histoire narrative de la science de l'entomologie ne fait pas partie de l'entomologie culturelle, alors que l'influence des insectes sur l'histoire générale serait considérée comme de l'entomologie culturelle ». Il ajoute : « Parce que le terme « culturel » est défini de manière étroite, certains aspects normalement inclus dans les études des sociétés humaines sont exclus ».
Darrell Addison Posey, notant que la frontière entre l'entomologie culturelle et l'ethnoentomologie est difficile à tracer, cite Hogue qui limite l'entomologie culturelle à l'influence des insectes sur « l'essence de l'humanité telle qu'elle s'exprime dans les arts et les humanités ». Posey note également que l'anthropologie culturelle se limite généralement à l'étude des sociétés « avancées », industrialisées et lettrées, alors que l'ethnoentomologie étudie « les préoccupations entomologiques des sociétés « primitives » ou « non civilisées » ». Brian Morris critique également la manière dont les anthropologues traitent les attitudes non occidentales envers la nature comme monadiques et spiritualistes, et les opposent « de manière gnostique » à un traitement simpliste de l'attitude mécaniste occidentale, souvent du XVIIe siècle. Morris estime que cette approche est « peu utile, voire trompeuse » et propose à la place ses propres recherches sur les multiples relations que les habitants du Malawi entretiennent avec les insectes et les autres animaux : « pragmatique, intellectuelle, réaliste, pratique, esthétique, symbolique et sacramentelle ».

## Avantages et coûts

### Services écosystémiques rendus par les insectes

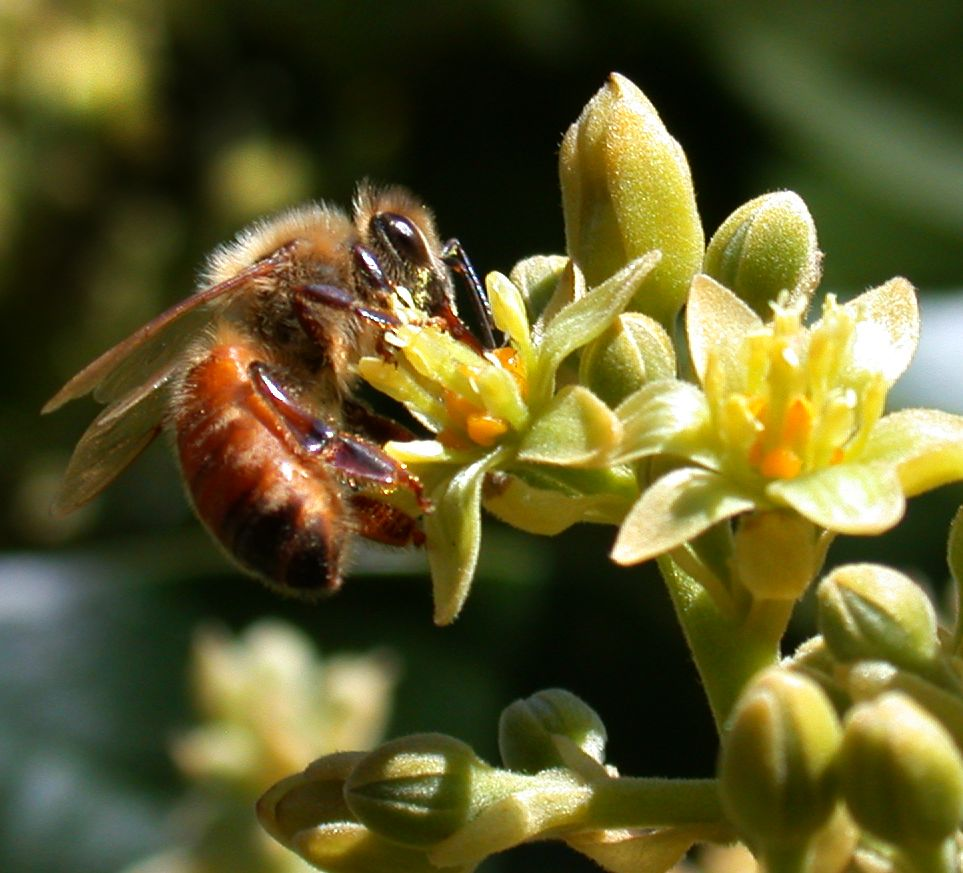
La pollinisation, ici par une abeille sur une culture d'avocats, est un service écosystémique.

Le rapport 2005 de l'Évaluation des écosystèmes pour le millénaire (MEA) définit les services écosystémiques comme les avantages que les populations tirent des écosystèmes, et distingue quatre catégories, à savoir l'approvisionnement, la régulation, le soutien et la culture. Un principe fondamental est que quelques espèces d'arthropodes sont bien connues pour leur influence sur les humains (comme les abeilles domestiques, les fourmis, les moustiques et les araignées). Cependant, les insectes offrent des biens et des services écologiques. La Xerces Society (en) calcule l'impact économique de quatre services écologiques rendus par les insectes : la pollinisation, les loisirs (c'est-à-dire « l'importance des insectes pour la chasse, la pêche et l'observation de la faune, y compris l'observation des oiseaux »), l'enfouissement des excréments et la lutte contre les parasites. Sa valeur a été estimée à 153 milliards de dollars dans le monde entier. Comme l'a observé l'expert en fourmis E. O. Wilson : « Si toute l'humanité venait à disparaître, le monde se régénérerait pour retrouver le riche état d'équilibre qui existait il y a dix mille ans. Si les insectes venaient à disparaître, l'environnement s'effondrerait dans le chaos ». Un segment de Nova sur le Public Broadcasting Service américain de radiodiffusion a encadré la relation avec les insectes dans un contexte urbain : « Nous, les humains, aimons penser que nous dirigeons le monde. Mais même au cœur de nos grandes villes, une superpuissance rivale prospère [...]. Ces minuscules créatures vivent tout autour de nous en grand nombre, mais nous les remarquons à peine. Mais à bien des égards, ce sont elles qui mènent la danse ». The Washington Post a déclaré : « Nous volons à l'aveuglette dans de nombreux aspects de la préservation de l'environnement, et c'est pourquoi nous sommes si surpris lorsqu'une espèce comme l'abeille domestique commence à s'effondrer, ou qu'un insecte dont nous ne voulons pas, le moustique tigre asiatique ou la fourmi de feu, apparaît parmi nous. En d'autres termes : Commencez à penser aux insectes ».

### Nuisibles et propagande

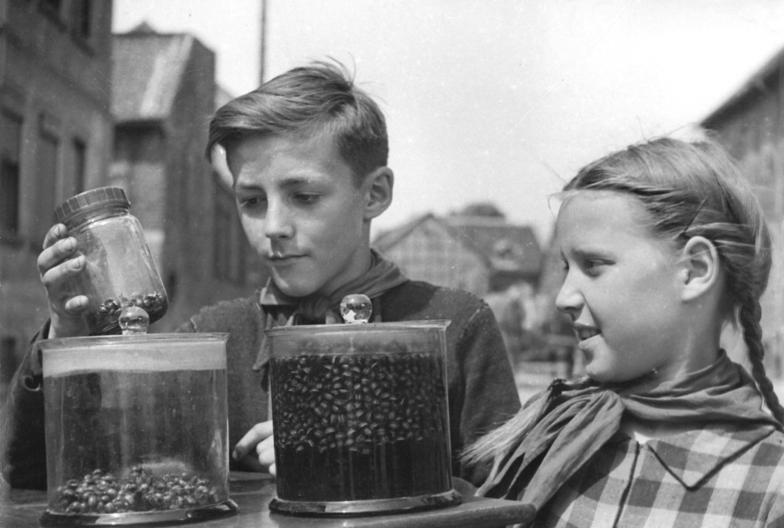
Dans le cadre de la guerre contre le doryphore de la pomme de terre, les jeunes pionniers est-allemands ont été invités à collecter et à tuer les doryphores.

Les attitudes humaines à l'égard des insectes sont souvent négatives, renforcées par le sensationnalisme des médias, ce qui a produit une société qui tente d'éliminer les insectes de la vie quotidienne. Par exemple, près de 75 millions de livres d'insecticides à large spectre sont fabriquées et vendues chaque année pour être utilisées dans les maisons et les jardins américains. Les revenus annuels des ventes d'insecticides aux propriétaires dépassaient 450 millions de dollars en 2004. Sur le million d'espèces d'insectes décrites jusqu'à présent, pas plus de 1 000 peuvent être considérées comme des nuisibles sérieux, et moins de 10 000 (environ 1 %) sont même des nuisibles occasionnels. Pourtant, aucune espèce d'insecte n'a été définitivement éradiquée grâce à l'utilisation de pesticides. Au contraire, au moins 1 000 espèces ont développé une résistance aux pesticides sur le terrain, et les insectes utiles, notamment les pollinisateurs comme les abeilles, ont subi des dommages considérables.
Pendant la guerre froide, les pays du Pacte de Varsovie ont lancé une vaste guerre contre le dendroctone de la pomme de terre (en), accusant la CIA d'avoir introduit l'espèce en provenance d'Amérique, diabolisant l'espèce dans des affiches de propagande et incitant les enfants à ramasser les dendroctones et à les tuer.

## Utilisations pratiques

### Comme aliment

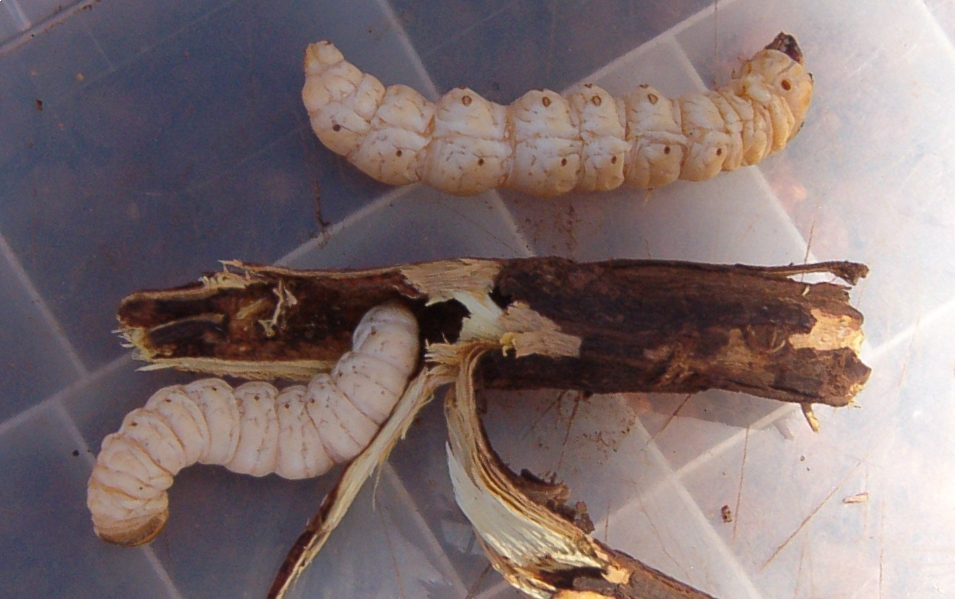
Les larves de Witchetty étaient appréciées comme nourriture par le peuple Arrernte d'Australie.

L'entomophagie consiste à manger des insectes. De nombreux insectes comestibles sont considérés comme des mets délicats dans certaines sociétés du monde, et l'ouvrage de Frederick Simon Bodenheimer intitulé Insects as Human Food (1951) a attiré l'attention sur l'ampleur et le potentiel de l'entomophagie, mais cette pratique est peu courante, voire taboue, dans d'autres sociétés. On considère parfois que les insectes ne conviennent qu'aux pauvres du tiers monde, mais en 1975, Victor Meyer-Rochow a suggéré que les insectes pourraient contribuer à atténuer les futures pénuries alimentaires mondiales et a préconisé un changement d'attitude de l'Occident à l'égard des cultures dans lesquelles les insectes sont appréciés en tant qu'aliments. P. J. Gullan et P. S. Cranston estiment que le remède à ce problème pourrait être la commercialisation de plats à base d'insectes suffisamment exotiques et coûteux pour les rendre acceptables. Ils notent également que certaines sociétés d'Afrique subsaharienne préfèrent les chenilles au bœuf, tandis que Chakravorty et al. (2011) soulignent que les insectes alimentaires (très appréciés dans le nord-est de l'Inde) sont plus chers que la viande. Les aspects économiques, c'est-à-dire les coûts liés à la collecte des insectes alimentaires et l'argent gagné par la vente de ces insectes, ont été étudiés dans un contexte laotien par Meyer-Rochow et al. (2008). Au Mexique, les larves de fourmis et les œufs de corixidés sont recherchés comme une forme de caviar par les gastronomes. Dans le Guangdong, les coléoptères d'eau rapportent un prix suffisamment élevé pour que ces insectes soient élevés. Des prix particulièrement élevés sont obtenus en Thaïlande pour la punaise d'eau géante Lethocerus indicus. 
Les insectes utilisés dans l'alimentation comprennent les larves et les pupes d'abeilles mellifères,, les vers mopane, les vers à soie, les vers du Maguey (en), les larves de Witchetty, les grillons, les sauterelles et les criquets. En Thaïlande, 20 000 agriculteurs élèvent des grillons, produisant quelque 7 500 tonnes par an.